# Малый Перелаз (Саратовская область)
Малый Перелаз — село в Ершовском районе Саратовской области России. Входит в состав Кушумского муниципального образования. 

## География
Находится на расстоянии примерно 24 километра по прямой на север от районного центра города Ершов.

## История
Официальная дата основания 1790 год.

## Население
Постоянное население составило 24 человека (русские 92%) в 2002 году, 3 в 2010.